# العلاقات الإماراتية اللاتفية
العلاقات الإماراتية اللاتفية هي العلاقات الثنائية التي تجمع بين الإمارات العربية المتحدة ولاتفيا.

## مقارنة بين البلدين
هذه مقارنة عامة ومرجعية للدولتين:
| وجه المقارنة                                              | الإمارات العربية المتحدة | لاتفيا                                             |
| --------------------------------------------------------- | ------------------------ | -------------------------------------------------- |
| المساحة (كم2)                                             | 83.60 ألف                | 64.59 ألف                                          |
| عدد السكان (نسمة)                                         | 9.40 مليون               | 1.93 مليون                                         |
| الكثافة السكانية (ن./كم²)                                 | 112.44                   | 29.88                                              |
| العاصمة                                                   | أبو ظبي                  | ريغا                                               |
| اللغة الرسمية                                             | اللغة العربية            | اللغة اللاتفية                                     |
| العملة                                                    | درهم إماراتي             | يورو، لاتس لاتفي، الروبل اللاتفي ‏، الروبل اللاتفي ‏ |
| الناتج المحلي الإجمالي (بليون دولار)                      | 382.58 مليار             | 30.26 مليار                                        |
| الناتج المحلي الإجمالي (تعادل القوة الشرائية) بليون دولار | 640.72 مليار             | 49.24 مليار                                        |
| الناتج المحلي الإجمالي الاسمي للفرد دولار أمريكي          | 40.44 ألف                | 14.06 ألف                                          |
| الناتج المحلي الإجمالي للفرد دولار أمريكي                 | 67.67 ألف                | 23.55 ألف                                          |
| مؤشر التنمية البشرية                                      | 0.835                    | 0.819                                              |
| رمز المكالمات الدولي                                      | +971                     | +371                                               |
| رمز الإنترنت                                              | .ae، .امارات             | .lv                                                |
| المنطقة الزمنية                                           | ت ع م+04:00              | ت ع م+02:00، ت ع م+03:00، أوروبا/ريغا ‏             |

## منظمات دولية مشتركة
يشترك البلدان في عضوية مجموعة من المنظمات الدولية، منها:
| علم المنظمة | اسم المنظمة                               | تاريخ انضمام الإمارات العربية المتحدة | تاريخ انضمام لاتفيا |
| ----------- | ----------------------------------------- | ------------------------------------- | ------------------- |
|             | مؤسسة التنمية الدولية                     | 23 ديسمبر 1981                        | 11 أغسطس 1992       |
|             | يونسكو                                    | 20 أبريل 1972                         | 9 يوليو 1951        |
|             | وكالة ضمان الاستثمار متعدد الأطراف        | 20 أكتوبر 1993                        | 21 أغسطس 1998       |
|             | الأمم المتحدة                             | 9 ديسمبر 1971                         | 17 سبتمبر 1991      |
|             | الفريق المعني برصد الأرض                  | ?                                     | ?                   |
|             | الاتحاد البريدي العالمي                   | ?                                     | ?                   |
|             | البنك الدولي للإنشاء والتعمير             | 22 سبتمبر 1972                        | 11 أغسطس 1992       |
|             | المنظمة الهيدروغرافية الدولية             | ?                                     | ?                   |
|             | الاتحاد الدولي للاتصالات                  | 27 يونيو 1972                         | 11 ديسمبر 1921      |
|             | منظمة حظر الأسلحة الكيميائية              | ?                                     | ?                   |
|             | مؤسسة التمويل الدولية                     | 30 سبتمبر 1977                        | 29 سبتمبر 1993      |
|             | المركز الدولي لتسوية المنازعات الاستشارية | 22 يناير 1982                         | 7 سبتمبر 1997       |
|             | منظمة التجارة العالمية                    | ?                                     | 1999                |
|             | منظمة الشرطة الجنائية الدولية             | ?                                     | ?                   |

## وصلات خارجية
- موقع وزارة الخارجية الإماراتية
- موقع وزارة الخارجية اللاتفية